# Konsole
Konsole è un programma di emulazione di terminale libero per l'ambiente desktop KDE.
Konsole gestisce schede multiple con sessioni di terminale diverse nella stessa finestra, comprende una cronologia, ha possibilità di stampa e collezione di segnalibri. Alcune applicazioni tra cui Konqueror e Kate fanno uso di Konsole come KPart per includere le funzionalità di terminale. A differenza degli altri emulatori di terminale, Konsole è stato completamente riscritto e per questo non si basa su xterm o xvt, come la maggior parte degli altri emulatori.